# José Peña (Leichtathlet)
José Gregorio Peña Trejo (* 12. Januar 1987 in San Cristóbal) ist ein venezolanischer Leichtathlet, der sich auf den Hindernislauf spezialisiert hat, aber auch im Mittel- und Langstreckenlauf an den Start geht. 2011 siegte er bei den Panamerikanischen Spielen über 3000 m Hindernis und siegte 2014 bei den Südamerikaspielen. Zudem wurde er 2013 und 2017 Südamerikameister und zählt damit zu den erfolgreichsten Hindernisläufern Südamerikas.

## Sportliche Laufbahn
Erste Erfahrungen bei internationalen Meisterschaften sammelte José Peña im Jahr 2002, als er bei den Jugendsüdamerikameisterschaften in Asunción in 6:27,07 min den vierten Platz über 2000 m Hindernis belegte. 2004 siegte er dann in 5:52,2 min über diese Distanz bei den Jugendsüdamerikameisterschaften in Guayaquil, belegte in 3:59,8 min den vierten Platz über 1500 m und erreichte nach 8:45,8 min Rang fünf im 5000-Meter-Lauf. Im Jahr darauf gewann er bei den Juniorensüdamerikameisterschaften in Rosario in 9:13,74 min die Silbermedaille über 3000 m Hindernis und 2006 schied er bei den Juniorenweltmeisterschaften in Peking mit 8:52,36 min im Vorlauf aus. Anschließend sicherte er sich bei den U23-Südamerikameisterschaften, die im Zuge der Südamerikaspiele in Buenos Aires ausgetragen wurden, in 8:50,88 min die Silbermedaille hinter dem Peruaner Mario Bazán und klassierte sich mit 14:34,13 min auf dem achten Platz über 5000 m.
2007 gewann er bei den Südamerikameisterschaften in São Paulo in 8:54,43 min die Bronzemedaille im Hindernislauf hinter dem Chilenen Sergio Lobos und Gládson Barbosa aus Brasilien. Bei den Crosslauf-Südamerikameisterschaften 2008 in Asunción gelangte er nach 38:47 min auf Rang sieben und anschließend belegte er bei den Ibero.-Amerikanischen Meisterschaften in Iquique in 8:54,80 min den fünften Platz im Hindernislauf und erreichte nach 8:21,12 min Rang zehn im 3000-Meter-Lauf. 2009 wurde er bei den Militärweltmeisterschaften in Sofia in 8:48,00 min Fünfter über die Hindernisse und gewann kurz darauf bei den Südamerikameisterschaften in Lima in 8:36,17 min die Silbermedaille hinter dem Peruaner Mario Bazán. Anschließend sicherte er sich auch bei den Zentralamerika- und Karibikmeisterschaften (CAC) in Havanna in 8:51,03 min die Silbermedaille, diesmal hinter dem Kubaner José Alberto Sánchez und im November gewann er bei den Juegos Bolivarianos in Sucre in 10:04,90 min die Bronzemedaille hinter Mario Bazán und dem Ecuadorianer Gerardo Villacrés. 2011 belegte er in 8:44,18 min den fünften Platz bei den Südamerikameisterschaften in Buenos Aires und wurde anschließend in 8:47,18 min Achter bei den Militärweltspielen in Rio de Janeiro. Daraufhin startete er erstmals bei den Panamerikanischen Spielen in Guadalajara und siegte dort auf Anhieb nach 8:48,19 min. Im Jahr darauf siegte er in 8:37,67 min bei den Ibero-Amerikanischen Meisterschaften im heimischen Barquisimeto und qualifizierte sich auch für die Teilnahme an den Olympischen Spielen in London, bei denen er mit neuem Landesrekord von 8:24,06 min nicht über den Vorlauf hinauskam.
2013 gewann er bei den Südamerikameisterschaften in Cartagena in 8:32,01 min die Goldmedaille über 3000 m Hindernis und belegte in 3:47,63 min den siebten Platz im 1500-Meter-Lauf. Anschließend schied er bei den Weltmeisterschaften in Moskau mit 8:24,88 min im Vorlauf aus und verteidigte dann in 8:26,6 min seinen Titel bei den Juegos Bolivarianos in Trujillo. Im Jahr darauf siegte er in 8:36,81 min bei den Südamerikaspielen in Santiago de Chile im Hindernislauf und konnte sein Rennen über 5000 m nicht beenden. Anschließend gewann er bei den Zentralamerika- und Karibikspielen in Xalapa in 8:45,04 min die Silbermedaille hinter seinem Landsmann Marvin Blanco. 2015 startete er erneut bei den Panamerikanischen Spielen in Toronto und wurde dort in 8:59,40 min Siebter und im Jahr darauf belegte er bei den Ibero-Amerikanischen Meisterschaften in Rio de Janeiro in 8:43,90 min den fünften Platz und nahm daraufhin erneut an den Olympischen Spielen ebendort teil und schied dort mit 8:32,38 min in der Vorrunde aus.
2017 siegte er in 8:45,93 min erneut im Hindernislauf bei den Südamerikameisterschaften in Luque und schied anschließend bei den Weltmeisterschaften in London mit 8:37,15 min im Vorlauf aus. Im November siegte er dann in 8:39,99 min zum dritten Mal in Folge bei den Juegos Bolivarianos in Santa Marta. Im Jahr darauf startete er erneut bei den Südamerikaspielen in Cochabamba und gelangte dort nach 9:30,00 min auf Rang vier und konnte anschließend sein Rennen bei den Zentralamerika- und Karibikspielen in Barranquilla nicht beenden. 2019 klassierte er sich bei den Südamerikameisterschaften in Lima mit 8:57,95 min auf dem sechsten Platz und wurde anschließend bei den Panamerikanischen Spielen ebendort in 9:02,04 min Neunter. 2022 belegte er bei den Ibero-Amerikanischen Meisterschaften in La Nucia in 8:46,81 min den sechsten Platz im Hindernislauf und im Jahr darauf kam er bei den Zentralamerika- und Karibikspielen in San Salvador nicht ins Ziel. Anschließend wurde sie bei den Panamerikanischen Spielen in Santiago de Chile in 9:17,90 min Zwölfter.
In den Jahren von 2009 bis 2011 sowie 2021 wurde Peña venezolanischer Meister über 3000 m Hindernis sowie 2009 auch im 5000-Meter-Lauf.

## Persönliche Bestleistungen
- 1500 Meter: 3:44,06 min, 4. Mai 2013 in Los Angeles
- 3000 Meter: 7:54,42 min, 26. August 2013 in Linz
- 5000 Meter: 13:47,25 min, 29. März 2013 in Palo Alto
- 3000 m Hindernis: 8:20,87 min, 1. September 2013 in Berlin (venezolanischer Rekord)